# Xenokeryx
Xenokeryx ist eine ausgestorbene Gattung aus der Gruppe der Paarhufer. Bekannt ist sie über einige Dutzend Fossilreste, welche in der Fossillagerstätte von La Retama im zentralen Spanien entdeckt wurden. Das Alter der Funde liegt bei 15,9 bis 15,4 Millionen Jahren, womit sie in den Beginn des Mittleren Miozäns gehören. Insgesamt stellte Xenokeryx ein im äußeren Erscheinungsbild hirschartiges Tier dar, das durch seine auffällige Hörnergestaltung charakterisiert wird. Die Hörner bestehen aus drei Knochenbildungen, einem vorderen Paar konischer Stirnzapfen oberhalb der Augen und einem hinteren T-förmigen Fortsatz, der am Hinterkopf ansetzte. Aufgrund dieser auffälligen Hörner wird die Gattung in die ebenfalls ausgestorbene Familie der Palaeomerycidae gestellt und in die Gruppe der Stirnwaffenträger verwiesen. Die Familie galt ursprünglich als mit den Hirschen näher verwandt, neuere Untersuchungen lassen aber eine engere Beziehung zu den Giraffenartigen vermuten. Die Tiere lebten in einer warmen, trockenen Landschaft in Gewässernähe. Die wissenschaftliche Erstbeschreibung erfolgte im Jahr 2015.

## Merkmale

Lebendrekonstruktion des Kopfes von Xenokeryx

Xenokeryx ist über rund vier Dutzend einzelne, nicht im Skelettverband aufgefundene Knochenreste nachgewiesen. Diese setzten sich sowohl aus Unter- und Oberkieferfragmenten sowie Teilen des Schädels mit anhaftenden Hörnern beziehungsweise Stirnzapfen als auch aus Elementen des Bewegungsapparates zusammen und gehören mehreren Individuen an. Vom Schädel sind nur wenige Partien erhalten. Die Hörner, die sogenannten Ossikonen, hatte eine aus heutiger Sicht ungewöhnliche Gestalt und bestanden aus zwei vorderen zapfenartigen Fortsätzen, die sich paarig angeordnet über den Augenfenstern auf dem Stirnbein erhoben, während ein dritter Fortsatz weiter hinten auf dem Hinterhauptsbein ansetzte. Die vorderen Hörner ragten senkrecht auf und zeigten im oberen Teil eine leichte Krümmung nach innen und hinten. Die Länge des größten Hornzapfens betrug etwa 9,3 cm über die Krümmung gemessen, die lichte Höhe lag bei 6,3 cm, der Durchmesser an der Basis 3,9 cm bei einem Umfang von 11 cm. Im hinteren Bereich an der Basis befand sich eine flügelartige Erweiterung, auf der ein Paar kleinere Buckel saß. An der Basis hatten die Zapfen einen annähernd dreieckigen Querschnitt, nach oben hin wurden sie zunehmend oval. Die Spitze endete rund und war gefaltet, sie ähnelte dadurch den Hornzapfen der Giraffenartigen. Umgeben war die Spitze zusätzlich von einzelnen Buckeln. Im Kontakt mit dem Stirnbein bestanden die Zapfen im Inneren aus luftgefüllten Kammern, die Außenwand der Zapfen selbst wurde aus dichter Knochensubstanz gebildet. Das hintere „Horn“ zeigte sich als massiver, aufgerichteter, leicht nach vorn geneigter Zapfen, der insgesamt 10,7 cm hoch und an der Basis 6,1 cm breit war. Am oberen Ende setzten seitlich horizontal gerichtete Fortsätze an, sodass die gesamte Struktur eine T-förmige Gestalt erhielt. Die horizontalen Fortsätze hatten leicht nach unten geschwungene Spitzen. Die Rückseite des aufsteigenden Zapfens war weitgehend glatt, aber mit feinen Rippeln durchzogen. Das am hinteren Horn anhaftende Hinterhauptsbein besaß durch den Hornaufsatz eine extrem lange, nach oben gezogene Form. Dadurch war auch das Planum nuchale, der obere Abschnitt des Hinterhauptsbeins, stark gestreckt und vergrößerte so die Ansatzstelle der Nackenmuskulatur.

Unterkieferfragmente von Xenokeryx

Oberkieferfragmente (A–B) und Zähne von Xenokeryx; C–E: Molaren, F–H: letzter Prämolar und erster Molar, I–N: Prämolaren

Unter- und Oberkiefer sind nur unvollständig dokumentiert, ebenso das Gebiss, von dem nur die Backenzähne erhalten sind. Diese setzten sich wie bei den heutigen Stirnwaffenträgern aus je drei Prämolaren und drei Molaren je Kieferbogen zusammen. Die hinteren Backenzähne hatten niedrige (brachyodonte) Zahnkronen mit einem buno-selenodonten Kauflächenmuster, das heißt, es bestanden charakteristische, paarig angeordnete Höcker, die durch entlang der Zahnlängsachse verlaufende, mondsichelartig geformte Zahnschmelzleisten miteinander verbunden waren. Die Höcker erhoben sich auf einer breiten, rundlichen Basis; im Oberkiefer standen sie auf der Wangenseite, im Unterkiefer auf der Zungenseite schuppenartig übereinander. Die Zahnschmelzleisten zeigten leichte Faltungen, auf den hinteren Backenzähnen des Unterkiefers war eine charakteristische Palaeomeryx-Falte ausgebildet, eine für zahlreiche Stirnwaffenträger typische kurze Schmelzfalte auf der Lippenseite. Sie zeigte sich aber nur schwach ausgeformt und verschwand wieder bei stärkerer Abnutzung der Zähne. Der obere hintere Molar erreichte eine Länge von 3,7 cm, die gesamte obere Backenzahnreihe maß bis zu 10,9 cm.

Elemente der Vorderbeine von Xenokeryx; A–D und F: Speiche, E und H–I: Mittelhandknochen, G: Schulterblatt, J–M: erstes und zweites Zehenglied, O–T Handwurzelknochen

Elemente der Hinterbeine von Xenokeryx; A–B: Oberschenkelknochen, C–E: Kanonenbein, F–H: Schienbein, I–L: Fersenbein, M–T: Fußwurzelknochen, U–V: Sprungbein, X: Knöchel

Auch das postcraniale Skelett liegt nur stark fragmentiert vor, vollständig sind lediglich einige Hand- und Fußwurzelknochen sowie einzelne Zehenglieder. Aussagen können daher nur bedingt gemacht werden. Die Elle und Speiche waren am unteren Ende miteinander verwachsen, was vom verwandten Triceromeryx nicht bekannt ist. Der Oberschenkelknochen wies einen deutlich erhabenen Kopf auf, der seitlich verlängert war und auf einem ausgeprägten Hals saß. Es hatte zudem eine auffällige Hüftkopfgrube. Typisch für die Paarhufer verlief die Hauptachse der unteren Gliedmaßenabschnitte durch den jeweils dritten und vierten Strahl der Hände und Füße, die entsprechenden Mittelhand- und Mittelfußknochen (Strahlen III und IV) waren miteinander verwachsen. Am Fuß kamen aber noch reduzierte Seitenstrahlen vor (II und V), die im oberen Abschnitt deutlich mit dem Kanonenbein verbunden waren. Die Sprungbeinrolle, das körpernahe Gelenkende des Sprungbeins, war asymmetrisch gebaut mit einer größeren und breiteren äußeren Gelenkrolle im Vergleich zur inneren. Der gesamte Knochen maß 4,7 cm in der Länge. Das erste Zehenglied übertraf mit bis zu 5,1 cm Länge das zweite deutlich. Dieses wurde 3,3 cm lang und war deutlich robust gebaut.

## Fundstelle
Die bisher einzigen bekannten Funde von Xenokeryx kamen in La Retama in der spanischen Provinz Cuenca zu Tage. Die Fossillagerstätte wurde 1989 entdeckt und gehört zu einer von mehreren fundreichen Stationen im Loranca-Becken westlich von Loranca del Campo. Das Loranca-Becken stellt eine schmale, Nord-Süd-orientierte Randsenke dar und ist hauptsächlich mit känozoischen Ablagerungen gefüllt. Die fundführenden Schichten von La Retama bestehen aus Mergeln und Tonen, die mit Karbonatkonkretionen und zahlreichem organischen Material wie Pflanzenreste durchsetzt sind. Sie gehen auf ein ehemaliges Flussdelta zurück. Das Fundmaterial zeigt kaum Hinweise auf Verlagerung. Es setzt sich neben Weichtieren vor allem aus Wirbeltieren zusammen und umfasst Reste von Fischen, Schildkröten, Krokodilen und Säugetieren. Unter der Großsäugern dominiert Anchitherium, ein früher Vertreter der Equidae, als weiterer Unpaarhufer kommt auch Hispanotherium, ein Mitglied der Nashörner, vor. Daneben sind vor allem Paarhufer wie Schweine, Hirsche oder die ausgestorbenen Cainotheriidae nachgewiesen, ebenso wie Rüsseltiere und verschiedene Raubtiere. Die Kleinsäuger sind vergleichsweise artenarm, bemerkenswert ist die relative Vielfalt an Fledertieren gegenüber den Nagetieren und Insektenfressern. Der häufigste Kleinsäuger ist allerdings Heteroxerus, ein bodenlebendes Hörnchen. Aufgrund der Anwesenheit von Megacricetodon aus der Gruppe der Langschwanzmäuse kann La Retama an den Beginn des Mittleren Miozäns gestellt werden, genauer in das Aragonium. Das absolute Alter der Funde liegt bei 15,9 bis 15,4 Millionen Jahren. Die Zusammensetzung der Fauna spricht für ein Vorherrschen von offenen Landschaften mit Gebüschvegetation unter warmklimatischem Einfluss.

## Systematik
Xenokeryx ist eine Gattung aus der ausgestorbenen Familie der Palaeomerycidae innerhalb der Ordnung der Paarhufer (Artiodactyla). Die Palaeomerycidae waren während des Miozäns weit über die nördliche Hemisphäre verbreitet und stellen im Habitus hirschartige Tiere dar, die aber vergleichsweise kürzere und kräftigere Beine hatten, was auf weniger gut ausgeprägte, ausdauernde Laufeigenschaften schließen lässt. Bemerkenswert sind die ungewöhnlich gestalteten Kopfwaffen, die wohl zumeist männliche Tiere trugen. Diese besaßen keine Ähnlichkeit mit den Geweihen der Hirsche (Cervidae), welche vollständig jährlich erneuert werden. Ebenso wichen sie von den Hörnern der Gabelböcke (Antilocapridae) ab, bei denen nur der Hornüberzug im Jahreszyklus ausgetauscht wird, gleichfalls gibt es Unterschiede zu den Hörnern der Hornträger (Bovidae), welche lebenslang beständige Hornscheiden aufweisen und niemals gegabelt oder verzweigt sind. Möglicherweise waren die Hörner der Palaeomerycidae mit Haut überwachsen, vergleichbar mit den Stirnhöckern der Giraffenartigen (Giraffidae). In der Regel bestanden die Kopfwaffen der Palaeomerycidae aus einem Paar konischer knöcherner Auswüchse, die über den Augen hervortraten, zusätzlich war noch ein drittes, teils gegabeltes Horn am Hinterhauptsbein ausgebildet. Aufgrund der Ausbildung der Hörner können die Palaeomerycidae eindeutig in die Gruppe der Stirnwaffenträger (Pecora) eingegliedert werden, welche stammesgeschichtlich entwickelte Formen der Paarhufer wie die Giraffenartigen, Moschustiere (Moschidae), Hirsche oder Hornträger einschließen. Die genaue systematische Stellung der Palaeomerycidae ist aber wissenschaftlich umstritten. Häufig werden sie in ein nahes Verwandtschaftsverhältnis mit den Hirschen gestellt und mit diesen unter der Überfamilie der Cervoidea zusammengefasst. Andere Autoren sehen dagegen ein näheres Verwandtschaftsverhältnis mit den Giraffenartigen.  Neuere Untersuchungen befürworten letztere Konstellation und ordnen die Palaeomerycidae in das übergeordnete Taxon der Giraffomorpha ein. Als Hinweise auf eine Nahverwandtschaft mit den Giraffenartigen gelten neben den ausgebildeten konischen vorderen Hörnern und einigen speziellen Schädelmerkmalen wie der Form des Processus retroarticularis des Schläfenbeins und dessen Kontakt mit dem Äußeren Gehörgang, vor allem die Gestaltung von Kahn- und Würfelbein des Fußes. Beide Knochen sind typisch für entwickelte Paarhufer miteinander verwachsen. An deren Unterfläche besteht aber eine auffällige Leiste, die auch bei den heutigen Giraffenartigen und ihren ausgestorbenen Verwandten vorkommt. Als weniger eindeutiges Indiz wird hingegen die am Mittelfußknochen oberhalb der unteren Gelenkfläche geschlossene zentrale Längsspalte angesehen. Das Merkmal tritt unter anderem bei den Hirschen auf, bei zahlreichen anderen Paarhufern wie den Giraffenartigen und den Hornträgern ist diese hingegen durchgehend oder offen. Möglicherweise handelt es sich hierbei um ein stärker plastisches Charakteristikum, das eventuell mit einer deutlich schnelleren Fortbewegungsweise im Zusammenhang steht.
Die Palaeomerycidae wurden ursprünglich in mehrere Unterfamilien unterteilt, von denen die eigentlichen Palaeomerycinae in Eurasien, die Dromomerycinae und Craniomerycinae in Nordamerika verbreitet waren. Die beiden letztgenannten Gruppen werden heute als Familie der Dromomerycidae in die Nähe der Hirsche gestellt. Sie unterscheiden sich durch die Struktur der vorderen und hinteren Hörner von den Palaeomerycidae, zudem ist das hintere bei den nordamerikanischen Formen nicht immer ausgeprägt. Sofern vorhanden war das hintere Horn in der Regel stangenförmig gestaltet und verursachte dadurch weit weniger dramatische Veränderungen am Hinterhauptsbein. Gegenwärtig gelten somit nur die eurasischen Gattungen als zur Familie der Palaeomerycidae gehörig, da weiterhin einige exklusiv afrikanische Formen, die einst zu diesen gezählt wurden, heute als weitaus enger mit den Giraffenartigen in Verbindung gebracht werden (Giraffoidea). Phylogenetische Untersuchungen der eurasischen Palaeomerycidae lassen zwei voneinander getrennte Kladen erkennen. Die eine, die sogenannte Ampelomeryx-Klade, beinhaltet Vertreter mit abgeflachten, nicht pneumatisierten vorderen Hörnern und einem allgemein brettartig flachen, zweigeteilten hinteren Horn, das steil aufstieg und mehr oder weniger gerundet endete. Die Triceromeryx-Klade, der auch Xenokeryx zuzurechnen ist, zeichnet sich dagegen durch im Querschnitt gerundete und mit Luftkammern gefüllte vordere Hörner und ein variantenreich gestaltetes hinteres, T- oder Y-förmiges Horn aus. Weitere Unterschiede finden sich im Zahnbau, der bei der Ampelomeryx-Klade beispielsweise eine gut ausgeprägten Palaeomeryx-Falte an den unteren Molaren einschließt, die wiederum bei der Triceromeryx-Klade aber wenig ausgeprägt ist oder ganz fehlt.
Die Gattung Xenokeryx wurde im Jahr 2015 von Israel M. Sánchez und Forscherkollegen wissenschaftlich beschrieben. Grundlage dafür bildete das Fundmaterial aus La Retama in Spanien. Als Holotyp (Exemplarnummer MNCN-74448) dient ein vollständiger T-förmiger Hornzapfen des Hinterhauptsbeins. Das gesamte Fundmaterial wird in Barcelona aufbewahrt. Der Gattungsname Xenokeryx leitet sich aus der griechischen Sprache ab, wobei ξένος (xenos) für „fremd“ oder „ungewohnt“ steht, während κήρυξ (keryx = „Herold“) sich auf κέρας (keras) für „Horn“ bezieht; der wissenschaftliche Name gibt somit die ungewöhnliche Form des Hinterhauptshorns des Paarhufers wieder. Die einzige bekannte Art stellt Xenokeryx amidalae dar. Das Art-Epitheton verweist auf die Figur Padme Amidala aus dem Star-Wars-Universum, welche im Film Star Wars: Episode I – Die dunkle Bedrohung eine an die Form des hinteren Horns von Xenokeryx erinnernde Frisur trug.